# San Isidro (canton)
San Isidro est un canton (deuxième échelon administratif) costaricien de la province de Heredia au Costa Rica.

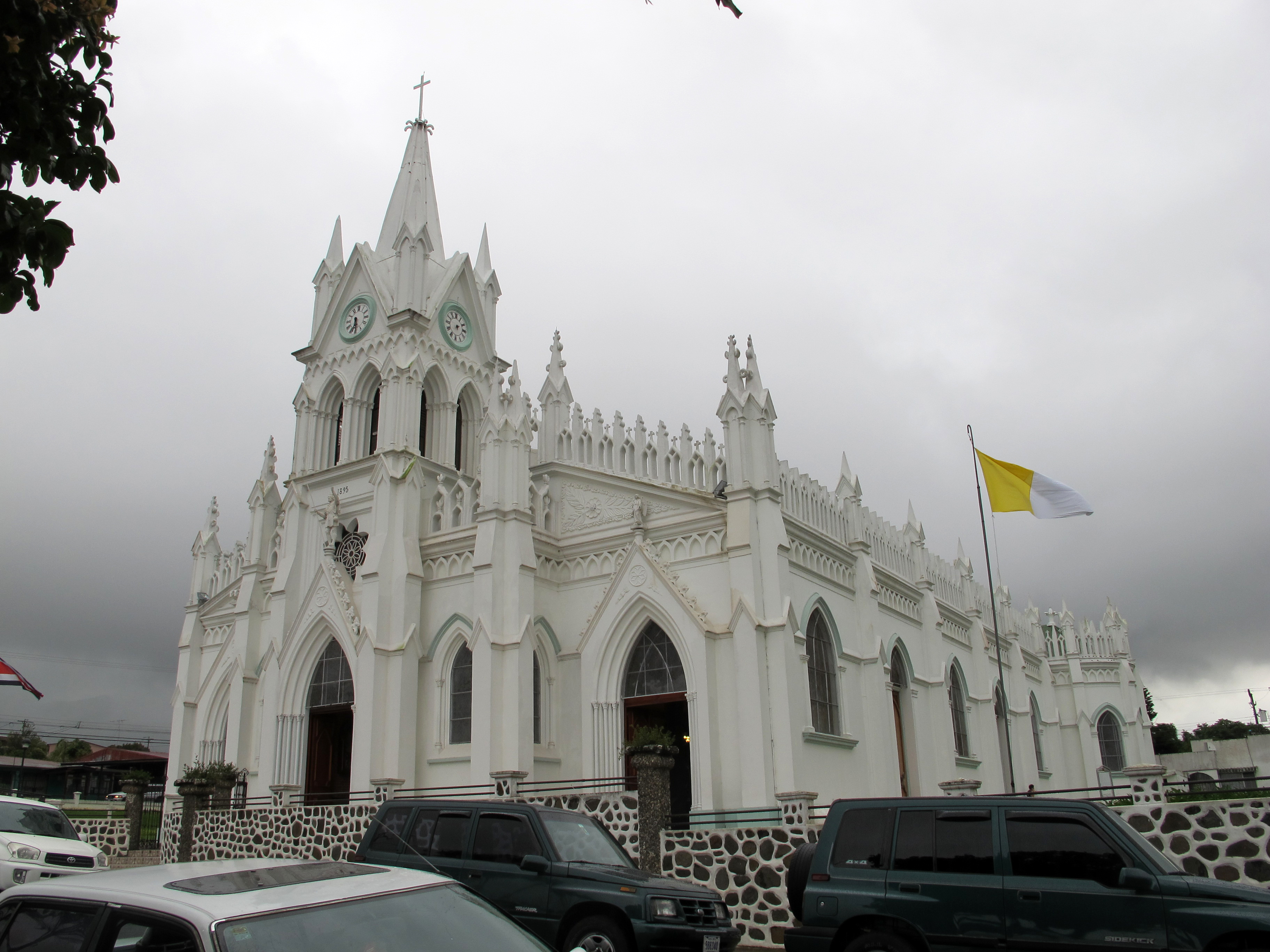
Église San Isidro